# Dronning Dagmar (film)
Dronning Dagmar er en dansk animationsfilm fra 2000, der er instrueret af Elisabeth Damkiær efter eget manuskript.

## Handling
Det er år 1212, den tidlige middelalder i Danmark. På Riberhus Slot er Dronning Dagmar pludselig blevet meget syg. I sine feberdrømme møder hun døden selv, som i sin knoglede hånd holder den hvide dronning på et skakbræt. Mange mil væk og uvidende om sin kones sygdom træner Kong Valdemar Sejr med sin jagtfalk i skovbrynet. Pludselig forsvinder falken ind i skoven, og kongen følger efter for at lede efter den. Han finder den siddende på skulderen af en knoklet mand, som iklædt en sort kappe venter på ham ved et skakbræt.